# 深水 (臺灣)
深水，是臺灣高雄市燕巢區的一個傳統地域名稱，位於該區東部。相較於今日行政區，其範圍大致為深水里東大半部不含北部凸出部分的北部西半段暨最東段及南部邊界地帶中段。
本地區境內主要聚落為深水、南勢崙、坑口，設有國立高雄師範大學燕巢校區、國立高雄科技大學燕巢校區、深水國小。

## 歷史
台灣日治初期，深水地區為一街庄，稱為「深水庄」（舊制街庄），隸屬於觀音上里。該庄昔日西北與援巢中庄為鄰，北與千秋藔庄為鄰，東北及東及與磱碡坑庄為鄰，東南邊為溪埔庄，南邊為面前埔庄，西南邊狹長凸出部分的北邊及本體的西邊為湖仔內庄。
1901年（日治明治三十四年）11月11日，全台廢縣廳改設二十廳，該庄隸屬於鳳山廳。1904年（明治三十七年）5月3日，該庄編入「援巢中區」，隸屬於鳳山廳。1909年（明治四十二年）10月25日，全台合併二十廳為十二廳，援巢中區改隸屬於臺南廳。1920年（大正九年）10月1日，全台地方制度大改正，廢十二廳改設五州二廳，該庄改制為「深水」大字，隸屬於高雄州高雄郡燕巢庄（新制街庄）。1924年（大正十三年）12月25日，高雄郡廢郡，燕巢庄改隸屬於岡山郡。
戰後燕巢庄改制為燕巢鄉，隸屬於高雄縣，大字亦改制為村。1950年（民國39年）10月1日，高、屏分治，燕巢鄉仍隸屬於高雄縣。2010年（民國99年）12月25日，高雄縣、市合併為直轄高雄市，燕巢鄉改制為燕巢區，村亦改制為里。

## 聚落
本地區發展較早的聚落為深水、南勢崙、烏山頂（已消失）、石尖（已消失）、坑口，在日治初期的官方地圖上已有記載。

## 交通
國道3號又稱「福爾摩沙高速公路」，是貫穿台灣西部的兩條縱向高速公路之一，經過本地區東端，並在境內的國道10號交會處設有燕巢系統交流道。最近的一般交流道甚遠，多利用國道10號的交流道進出，包括在西側省道台22線旁的燕巢交流道，以及在東側省道台29線交會處的嶺口交流道（東出西入）。由此可快速前往國道3號沿線各地。
國道10號又稱「高雄支線」或「高雄環線」，是左營至旗山的高速公路，經過本地區東南部，並在境內國道3號交會處設有燕巢系統交流道。最近在交流道在西側省道台22線旁的燕巢交流道；在東側為省道台29線交會處的嶺口交流道（東出西入）。由此等可快速前往國道10號沿線各地，或銜接國道3號、國道1號。
省道台22線俗稱「旗楠公路」，是楠梓至高樹的幹道，經過本地區的坑口、深水等聚落。由該道路西行可前往大社區西北端、楠梓區，並止於楠梓市區；東行可前往旗山區/大樹區交界地帶、屏東縣九如鄉西北端、里港鄉、高樹鄉等地。

## 學校
- 國立高雄師範大學燕巢校區
- 國立高雄科技大學燕巢校區
- 深水國小

## 公務機關
- 高雄市政府警察局岡山分局深水派出所

## 景點
- 烏山頂泥火山自然保留區